# Brahim El Bahraoui
Brahim El Bahraoui, né le 30 juillet 1992 à Safi, est un footballeur marocain évoluant au poste d'attaquant à la RS Berkane.

## Biographie
En octobre 2020, Brahim El Bahraoui reçoit deux sélections avec l'équipe du Maroc A' face au Mali A' et le Niger A' sous Houcine Ammouta.
Le 20 mai 2022, il remporte la Coupe de la confédération après avoir remporté la finale sur une séance de tirs au but face à l'Orlando Pirates FC (match nul, 1-1). Le 10 septembre 2022, il entre en jeu à la 84ème minute à la place de Charki El Bahri sous son nouvel entraîneur Abdelhak Benchikha à l'occasion de la finale de la Supercoupe de la CAF face au Wydad Athletic Club. Le match se solde sur une victoire de 0-2 au Complexe sportif Moulay-Abdallah.

## Palmarès
RS Berkane
- Coupe de la confédération (1) :
  - Vainqueur : 2021-22
- Coupe du Maroc (2) :
  - Vainqueur : 2021 (2022) et 2022 (2023).

- Supercoupe de la CAF (1) :
  - Vainqueur : 2022